# 2. Panzerarmee (Wehrmacht)

Truppenverbandsabzeichen der Panzergruppe 2 vom 22. Juni 1941 bis Ende 1941. Das G wies auf den Kommandeur Generaloberst Heinz Guderian hin.

Die 2. Panzerarmee / Panzerarmeeoberkommando 2 (PzAOK 2) war eine Kommandobehörde des Heeres der Wehrmacht während des Zweiten Weltkrieges. Sie war Oberkommando jeweils wechselnder Armeekorps sowie zahlreicher Spezialtruppen.
Vorläufer war die Gruppe Guderian, die am 1. Juni 1940 aus dem Generalkommando des XIX. Armeekorps gebildet wurde und die aus zwei Armeekorps bestand. Am 16. November 1940 wurde sie in Panzergruppe 2 umbenannt. Im Juli und August 1941 wurde sie auch als Panzergruppe Guderian bezeichnet. Am 5. Oktober 1941 wurde sie in 2. Panzerarmee umbenannt.

## Einsatz

### 1940
Der Verband Panzergruppe Guderian wurde auf Befehl Hitlers vom 28. Mai 1940 aufgestellt (während der Schlacht von Dünkirchen) und bestand vom 1. Juni bis zum 25. Juni 1940 (dem Ende des Westfeldzuges). Oberbefehlshaber war General der Panzertruppe Guderian, Chef des Generalstabes war Oberst Walther Nehring, und auch der Rest des Stabes setzte sich aus dem Personal des Generalkommando XIX. Armeekorps zusammen. Die Kommandobehörde traf am 1. Juni 1940 in Signy-le-Petit ein.
Die Panzergruppe Guderian war der 12. Armee unter Generaloberst List unterstellt, welche wiederum der Heeresgruppe A unter Generaloberst von Rundstedt unterstellt war. Der Panzergruppe Guderian unterstellt waren:
- XXXIX. Armeekorps (mot.) des Generals Schmidt
  - 1. Panzer-Division unter Gen. Kirchner
  - 2. Panzer-Division unter Gen. Veiel
  - 29. Infanterie-Division (mot.) unter Gen. von Langermann
- XXXXI. Armeekorps (mot.) des Generals Reinhardt
  - 6. Panzer-Division
  - 8. Panzer-Division
  - 20. Infanterie-Division (mot.) unter Gen. von Wiktorin
- der Panzergruppe unmittelbar unterstellte Verbände

Der Verband Panzergruppe Guderian wurde eigens für den zweiten Teil des Westfeldzuges aufgestellt. Die unterstellten Truppenteile kamen teils direkt von der Kanalküste zum Sammelraum südwestlich Charleville-Mezieres. Die generelle Bewegungsrichtung war Südsüdost (westlich der Maas) bis zum Erreichen der Schweizer Grenze bei Pontarlier am 17. Juni.

### 1941/42
Beim Angriff auf die Sowjetunion 1941 war die Panzergruppe 2 Teil der Heeresgruppe Mitte, die den Auftrag hatte, Moskau zu erobern. Am 22. Juni 1941 setzte Generaloberst Guderian beiderseits Brest-Litowsk seine Panzertruppen über den Bug, während ein Infanteriekorps die Festung Brest angriff.
Gliederung Juni 1941
- XXXXVII. Armeekorps (mot.) (General der Panzertruppe Lemelsen) mit der 29. Infanterie-Division (mot.), 17. und 18. Panzer-Division
- XII. Armeekorps (General der Infanterie Schroth) mit der 31., 34. und 45. Infanterie-Division
- XXIV. Armeekorps (mot.) (General der Panzertruppe Geyr von Schweppenburg) mit der 10. Infanterie-Division (mot.), 3. und 4. Panzer-Division, sowie 1. Kavallerie-Division.
- XXXXVI. Armeekorps (mot.) (General der Panzertruppe von Vietinghoff-Scheel) mit der 10. Panzer-Division, SS-Division „Das Reich“ und Infanterie-Regiment „Großdeutschland“

Nach dem Vorstoß auf Kobryn und der Beteiligung an der Kesselschlacht bei Białystok und Minsk wurde die Beresina bei Bobruisk und Borissow und der Dnjepr bei Mogilew überschritten. Nach der Kesselschlacht bei Smolensk musste die Panzergruppe auf den weiteren Vormarsch in Richtung Moskau absehen und wurde nach Süden umgruppiert, um an der Schlacht um Kiew teilzunehmen. Guderians Einheiten überquerten am 9. September den Sejm und erreichten einen Tag später Romny. Bei Lochwiza wurde am 15. September der Anschluss an die Panzergruppe 1 erreicht und der Ring um die sowjetische Südwestfront geschlossen.
Nach der Umgruppierung in den Raum Gluchow folgte Anfang Oktober die Operation Taifun. Am südlichen Abschnitt der Schlacht um Moskau eingesetzt, wurde die Panzergruppe 2 nach der Verstärkung durch das LIII. Armeekorps gegen Tula angesetzt und im dortigen Frontbogen durch sowjetische Gegenangriffe gestoppt. Als am 5. Dezember die sowjetische Gegenoffensive startete, wurde die Panzergruppe auf die Linie Kirow-Bolchow-Mzensk zurückgeworfen. 
Guderian wurde am 26. Dezember seines Postens enthoben. Der am 1. Januar 1942 zum Generaloberst beförderte Rudolf Schmidt führte in Personalunion die 2. Panzerarmee und die 2. Armee.

### 1943
Ab dem Frühjahr 1942 war die 2. Panzerarmee Teil der Abwehrkräfte im Mittelabschnitt der Ostfront, zugeteilt waren in dieser Zeit neben dem LIII. Armeekorps, das XXIV. und XXXXVII. mot. Armeekorps.
Während des Unternehmens Zitadelle im Juli 1943 wurde die 2. Panzerarmee von einer sowjetischen Gegenoffensive über den Suscha-Abschnitt, der Orjoler Operation getroffen, was zur Entscheidung des Abbruchs der deutschen Offensive beitrug. Die zur Deckung der Flanken eingesetzte 2. Panzerarmee hatte wegen der ungewöhnlich langen fast friedensmäßigen Ruhe den Spottnamen „Wehrbezirkskommando 2“ bekommen. Ihre Bezeichnung „Panzerarmee“ war zur Farce verkommen. So verfügte sie über keinen einzigen Panzer mehr und hatte einem Angriff in dieser Dimension nichts entgegenzusetzen.
Gliederung Juli 1943
- XXXV. Armeekorps (General der Infanterie Rendulic, später General der Infanterie Wiese) mit 34., 56., 262. und 299. Infanterie-Division
- LIII. Armeekorps (General der Infanterie Gollwitzer) mit 208., 211., 293. Infanterie- und 25. Panzergrenadier-Division
- LV. Armeekorps (General der Infanterie Jaschke) mit 110., 134., 296. und 339. Infanterie-Division[2]

Bis Anfang August musste zusammen mit der südlicher befehlenden 9. Armee der gesamte Frontbogen von Orel aufgegeben werden.
Das Armeeoberkommando wurde wenig später aus der Front gezogen und im August 1943 auf den Balkan verlegt, wo es die deutschen Maßnahmen beim „Fall Achse“ leitete und im Partisanenkampf in Jugoslawien die Führung übernahm.

### 1944/45
Während der Operation Frühlingserwachen (März 1945) versuchte die 2. Panzerarmee unter General Maximilian de Angelis, deren linker Flügel bis zum Balaton verlängerte, einen Entlastungsangriff aus dem Raum Nagybajom in Richtung Ost auf Kaposvár. Das Unternehmen „Eisbrecher“ sollte die Heeresgruppe Süd mit der an der Drau liegenden Heeresgruppe E zusammenführen, wurde aber von der sowjetischen 57. Armee (General Scharochin) daran gehindert. Gegen Kriegsende zog sich die Armee über Westungarn und die Steiermark nach Kärnten zurück, zuletzt waren folgende Generalkommandos zugeteilt:
- I. Kavallerie-Korps (Harteneck) mit 3. und 4. Kavallerie-Division, 23. Panzer- und 16. SS-Pz. Gren.-Division
- XXII. Gebirgs-Korps (Lanz) mit 297. Infanterie- und ungarischer Division Szent Laszlo
- LXVIII. Armeekorps (Konrad) mit 71. Infanterie-, 13. SS-Gebirgs- und 118. Jäger-Division
- Stab XXXIV. Armeekorps (Felmy)[3]

## Oberbefehlshaber
- Generaloberst Heinz Guderian – 16. November 1940 bis 24. Dezember 1941
- Generaloberst Rudolf Schmidt – 25. Dezember 1941 bis 10. April 1943
- General der Infanterie Erich-Heinrich Clößner – 11. April bis 13. Juli 1943
- Generaloberst Walter Model – 13. Juli bis 13. August 1943 (zeitgleich mit 9. Armee)
- Generaloberst Lothar Rendulic – 14. August 1943 bis 23. Juni 1944
- General der Gebirgstruppe Franz Böhme – 24. Juni bis 17. Juli 1944
- General der Artillerie Maximilian de Angelis – 18. Juli 1944 bis Mai 1945

## Chefs des Generalstabes
- Oberst Kurt Freiherr von Liebenstein – 16. November 1940 bis 25. Mai 1942
- Generalmajor Eberhard von Kurowski – 25. Mai 1942 bis 1. April 1943
- Oberst August Winter – 1. April bis 1. August 1943
- Generalmajor Helmuth von Grolman – 1. August 1943 bis 20. Juli 1944
- Oberst Hellmuth Laegeler – 28. Juli bis 10. August 1944
- Oberst Ulrich Bürker – 10. August bis 7. Dezember 1944
- Oberst Eberhard Graf von Nostitz – 7. Dezember 1944 bis Mai 1945